# Tock

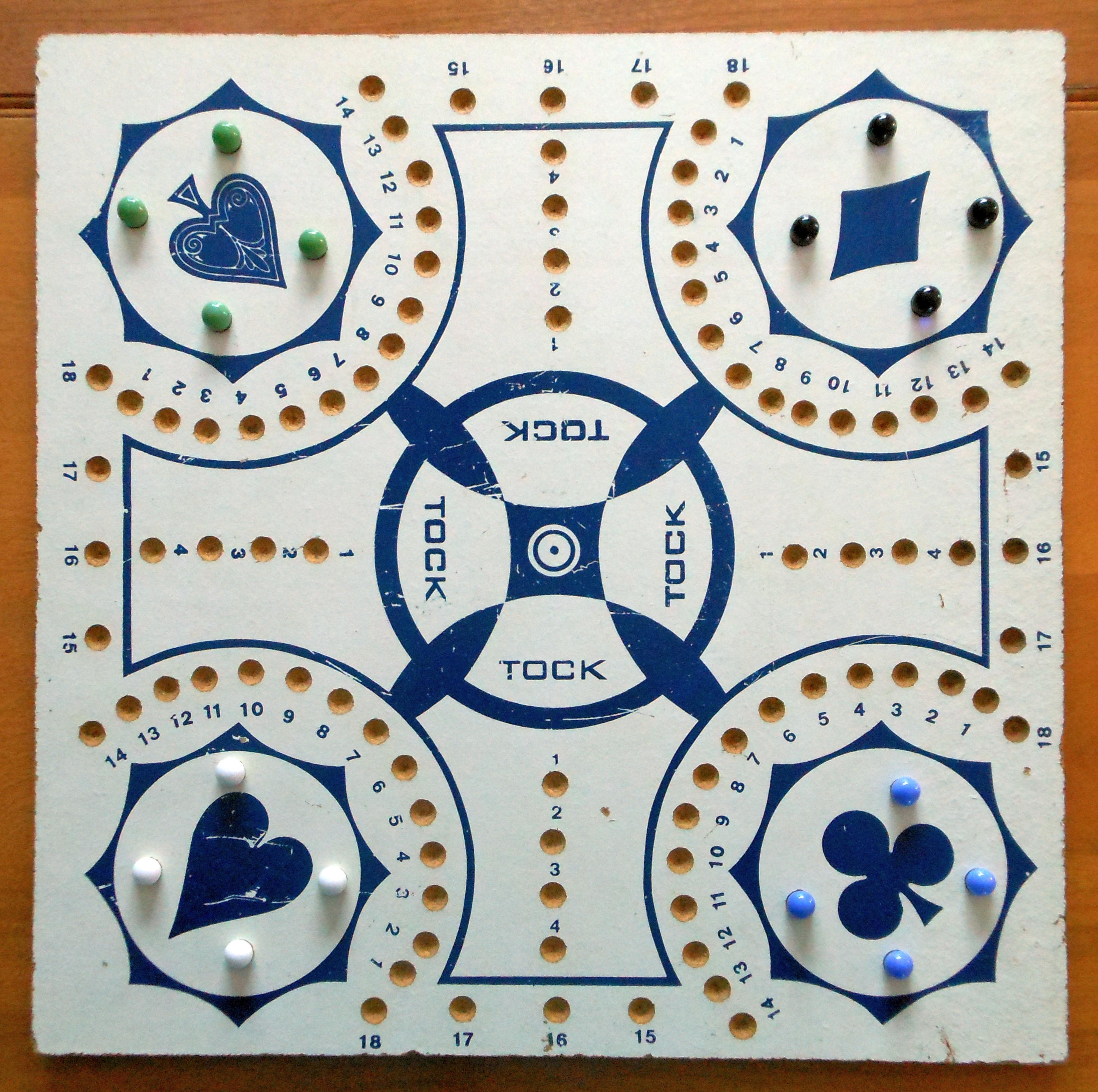
Tock Spielebrett

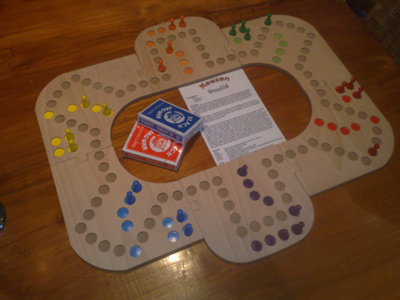
Keezen-Brett (6-Spieler-Variante)

Tock (in Kanada auch Tuck genannt, auf Französisch: Le jeu de toc, in der Schweiz: Dog, in den Niederlanden: Keezen, deutsche Variante: TAC) ist ein Brettspiel. Es ist ein Pachisi-Abkömmling, der vor allem in Québec, in den Niederlanden und in der Schweiz verbreitet ist.
Ein Merkmal des Spiels ist, dass es wie das im englischen Sprachraum bekannte Wahoo bzw. Aggravation meist mit Murmeln statt mit Spielfiguren gespielt wird. Ebenso fehlt der Würfel. Gespielt wird stattdessen mit Bridge-Karten. Das Spiel Tock ist vermutlich der Vorläufer des Brettspiels Sorry!.

## Spielmaterial
Das Spiel besteht aus einem Spielbrett (meistens aus Holz) mit Vertiefungen für die Murmeln, sechzehn Murmeln in vier Farben zu vier Stück und einem Bridge-Karten-Deck. Es gibt auch Spielbrettvarianten für bis zu sechs oder acht Spieler.

## Spielregeln
Bei vier Spielern bekommt zuerst jeder Spieler dreizehn Karten zugeteilt (ausgeteilt in Paketen von je fünf - vier - vier Karten). Bei drei Spielern werden jedem Spieler 17 Karten ausgeteilt (ausgeteilt in Paketen von je fünf - vier - vier - vier Karten) die restliche Karte wird verworfen. Bei zwei Spielern erhält jeder 26 Karten (ausgeteilt in Paketen von je fünf - fünf - vier - vier - vier - vier Karten).
Der Wert der Karten ist aufsteigend vom Ass (1 Schritt) bis zum König (13 Schritte).
Ziel des Spiels ist es, alle eigenen Murmeln vom Startfeld (mit der Nummer 18 der Murmelfarbe) in die vier Zielfelder der eigenen Farbe zu ziehen. Dabei müssen alle Murmeln einmal den Parcours rundherum ablegen.
Um mit einer Murmel herauszuziehen, muss der Spieler ein Ass oder einen König spielen. Wenn er weder Ass noch König hat, dann muss er eine andere Karte ablegen, darf aber nicht herausziehen, sondern muss eine Runde aussetzen. Kommt eine Murmel auf ein besetztes Feld, so wird diese geschlagen und wird aus dem Spiel genommen. Der gegnerische Spieler muss sie erneut mit einem Ass oder König ins Spiel bringen. Hat der Spieler mehrere Murmeln im Spiel, kann er wählen, mit welcher er ziehen möchte, oder ob er eine neue Murmel ins Spiel bringt.
Es gibt Abkürzungen: Sobald eine Murmel auf einem Feld mit der Nummer 8 stehen bleibt, kann sie mit einem Ass, einer 10 oder einem König in die Mitte des Spielbrettes (genannt „Himmel“) gesetzt werden. Von dort darf die Murmel dann auf ein beliebiges Feld mit Nummer 8 gezogen werden.
Erschwert werden kann das Spiel mit folgenden Zusatzregeln: Bei einer Vier muss die Murmel vier Felder rückwärts gezogen werden. Mit einer Zehn darf der Spieler den Platz seiner Murmel mit einer Murmel eines Gegners tauschen. Mit einem Buben muss der Mitspieler linkerhand eine Karte ablegen.

### Mannschaftsspiel
Die beiden einander gegenüber sitzenden Spieler bilden ein Team. Das Team, das sämtliche eigenen Murmeln in die entsprechenden Zielfelder gezogen hat, gewinnt. Nachdem die Karten verteilt worden sind, tauschen die Teammitglieder je eine Karte miteinander aus, ohne dabei sprechen zu dürfen. Sind bereits alle Murmeln eines Teammitgliedes in den Zielfeldern, dann bewegen beide Teammitglieder die Murmeln des anderen Spielers mit ihren Karten. Auch hier finden keine verbalen taktischen Abgleichungen statt. Jede eigene Murmel auf dem Spielplan blockiert das Feld. Können wegen einer solchen Blockade keine eigenen Murmeln bewegt werden, dann muss der Spieler eine Karte ablegen. Gegnerische Murmeln können geschlagen werden. Dazu muss genau auf das entsprechende Feld gezogen werden. Teammitgliedern ist es freigestellt, ob sie Murmeln des Partners schlagen wollen oder ob sie stattdessen eine Karte ablegen. Sämtliche Schritte einer Karte müssen aufgebraucht werden. Deswegen muss ein Spieler mit seiner Murmel an seinen Zielfeldern vorbeigehen, wenn er nicht hineinziehen kann. Eine freiwillige Passage an den Zielfeldern vorbei ist auch erlaubt. Landet eine Figur am Ende eines Zuges auf einem Zielfeld, kann sie zukünftig nur noch innerhalb der Zielfelder gezogen werden.

### Karten und ihre Bedeutung
- 2, 3, 5, 6, 8, 9, 10: so viele Felder wie den Kartenwert ziehen.
- 4: vier Felder zurückziehen.
- 7: Sieben Schritte können auf mehrere Murmeln verteilt werden, sodass man beispielsweise im Ziel ein Feld und die restlichen Bewegungspunkte mit einer anderen Murmel zieht. In den Zielfeldern kann eine Murmel in beide Richtungen bewegt werden.
- Bube: Elf Felder ziehen oder zwei Figuren auf dem Spielfeld tauschen (eine dieser Figuren muss eine eigene sein).
- Dame: Zwölf Felder ziehen.
- König: Dreizehn Felder ziehen oder eine Figur aus dem eigenen Lager auf das Startfeld versetzen.
- Ass: Ein Feld oder vierzehn Felder voraus, oder eine Figur aus dem Lager auf das Startfeld setzen.
- Wird mit Jokern gespielt, so dürfen diese als Ersatz einer beliebigen Karte eingesetzt werden.

Die ausgespielten Karten werden offen abgelegt. Die Kartenfarbe ist irrelevant.

## Dog (Schweiz)
Das Spiel hat sich in der Schweiz in leicht veränderter Form etabliert. Es heisst auch nicht «Tock», sondern «Dog», was auf ein sprachliches Missverständnis zurückzuführen ist. Es wird mit leicht abgeänderten Spielregeln gespielt.
Geschichte von Dog
Christine Trösch aus St. Gallen hat Tock 1982 bei einem Kanadaaufenthalt entdeckt und die Spielfläche auf Papier übernommen und in die Schweiz gebracht. Mit ihrem damaligen Freund und heutigen Ehemann Urs Meyer stellte sie das erste Spiel her. Sie nannten das Spiel «Dog». Einige Freunde kopierten in den folgenden Jahren die Bretter. Die Regeln wurden erstmals 1987 von Anja Noser schriftlich festgehalten und bis dahin nur mündlich weitergegeben. Seit 1987 werden die Bretter in verschiedenen Werkstätten gefertigt. Seit 1993 finden erste Turniere statt.
Varianten
Im Jahr 2008 veröffentlichte der deutsche Spieleverlag das Spiel DOG auf der Basis der Schweizer Variante mit einem eigens dafür entwickelten Kartensatz.
Aufbauend auf DOG veröffentlichte Schmidt Spiele weitere Ableitungen, vor allem die eigenständigen Spiele DOG Royal und Black DOG, die beide von Johannes Schmidauer-König entwickelt wurden. Basierend auf dem Kartensatz des DOG-Spiels entwickelten Michael Kiesling und Wolfgang Kramer zudem das Kartenspiel DOG cards, ein Kartenablagespiel ohne spielmechanischen Bezug zu DOG.

## TAC
TAC ist ein Spiel von Karl Wenning und Kolja Sparrer. Es wurde nach dreijähriger Entwicklungszeit 2004 in Essen vorgestellt. Verkauft wird es über einen Webshop sowie über sogenannte „TAC-Botschafter“. Das TAC-Brett aus Holz wird in Deutschland gefertigt. Es existieren Spielfelder für sechs und für vier Spieler.
TAC unterscheidet sich von Tock und Dog durch einige Regeldetails und durch die Verwendung eines eigenen Kartenspiels aus 104 Karten, das die Zahlenkarten von 1 bis 13 sowie Sonderkarten enthält.
Neben dem Spiel in Teams gegeneinander existiert die sogenannte Harmonievariante, bei der alle Spieler versuchen, mit möglichst wenig Karten alle Häuser zu besetzen. Auch innerhalb von TAC gibt es Varianten: die Meisterversion mit den Meisterkarten, Solitärspiel, Spiel zu zweit oder zu dritt, und eine kooperative Spielform „Team zu viert“. Der teamorientierte Ansatz hat auch zur Verwendung von TAC im pädagogischen Bereich geführt. Die TAC-Community veranstaltet regelmäßig Wettkämpfe. 2005, 2007, 2009, 2011 und 2013 gab es eine Weltmeisterschaft, 2010 eine deutsche Meisterschaft.
Weblinks
- TAC in der Spieledatenbank BoardGameGeek (englisch)
- TAC in der Spieledatenbank Luding

## Unterschiedliche Spielbretter
Bei den kanadischen und französischen Tock-Brettern gibt es pro Spieler 18 Felder, die es zu überwinden gilt, bei Keezen und TAC sind es nur 16 (nicht wie bei Eile mit Weile 17). Bei Dog sind es je nach Hersteller 15 oder 16 Felder. Beim TAC für sechs Spieler ist die Anzahl Felder pro Person auf elf reduziert. Die Felder der kanadischen und französischen Tock-Bretter sind nummeriert. Während die meisten Dog-, wie auch Keezen-Bretter über Richtungswechsel verfügen, sind sie bei TAC in einem Kreis angeordnet. Die Möglichkeit mit einem Zug durch das Mittelfeld abkürzen zu können, kennt nur die kanadische und die französische Version. In Holland gibt es auch Anbieter, die 2er- und sogar 3er-, 5er- und 7er-Spielpläne anbieten.